# بول ورلي
بول ورلي (بالإنجليزية: Paul Worley)‏ هو كاتب أغاني ومنتج أسطوانات أمريكي، ولد في 16 فبراير 1950 في ناشفيل في الولايات المتحدة.

## وصلات خارجية
- بول ورلي على موقع IMDb (الإنجليزية)
- بول ورلي على موقع ميوزك برينز (الإنجليزية)
- بول ورلي على موقع ديسكوغز (الإنجليزية)